# Messageries Hachette
Pour les articles homonymes, voir Hachette.

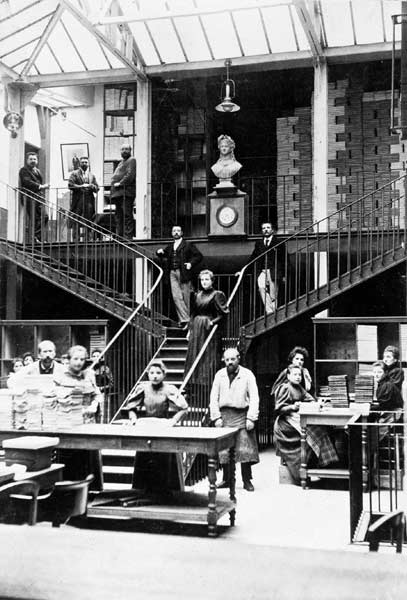
Le service des expéditions de la librairie Hachette vers 1880

Les Messageries Hachette, créées en 1897 par les héritiers de Louis Hachette et disparues en 1945, étaient un organisme français de distribution d'imprimés dont la fonction originelle était de livrer sur un territoire donné et à travers des points de vente la presse écrite mais aussi des livres.

## Histoire

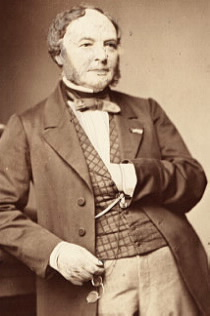
Louis Hachette en 1854

Au début du XIXe siècle la vente des journaux au numéro n'existait quasiment pas : les journaux n'avaient que des abonnés. Les marchands qui voulaient vendre des journaux les recevaient par la poste, et l'administration du journal payait autant de droits de timbres que de numéros. Cette situation s'inversera un siècle plus tard : en 1880, plus de 75 % des périodiques Paris-Province seront vendus en kiosque.
En 1871, Paul Dalloz songe à expédier les journaux en colis postaux pour contourner ce monopole postal et fonde les Messageries de la presse. Celles-ci virent bientôt fleurir face à elles, la concurrence avec l'apparition des messageries de la Lanterne, du Figaro, des Journaux parisiens, et de l'agence Perinet : la distribution et la vente de journaux et périodiques étaient libres et chaque éditeur pouvait librement assurer sa propre distribution.
Louis Hachette avait déjà créé en 1853, l’embryon d’un système de diffusion en installant les premiers postes de vente de presse et de livres dans les gares de chemin de fer, à l’époque en plein essor. Les bureaux et les services d’expédition et des retours prirent un volume impressionnant et en 1882, de vastes magasins furent loués à Paris, rue d'Hauteville. En 1896, Hachette possède l'ensemble des 1 200 bibliothèques de gare. 
Une circulaire du 12 septembre 1896, émanant du ministre des Travaux Publics Adolphe Turrel, demande aux Compagnies de chemin de fer de l’État et de la « Ceinture » ne pas renouveler leur traité de gré à gré avec Hachette, afin de briser un monopole de fait, vieux de près de cinquante ans. 
Mais entre janvier et octobre 1897, doublant ses concurrents, la maison Hachette, qui vient de perdre une partie de son réseau de bibliothèques de gares, acquiert la plupart des messageries déjà existantes, dont la Société anonyme des messageries quotidiennes de journaux (fondée en 1885), la société Faivre et Cie, plus connue sous le nom de Messageries du Figaro, l'Agence Périnet, ainsi que des dépôts de presse et des droits de distribution locaux et les intègre aux Messageries Hachette, dont le siège s'installe au 111 rue Réaumur.
L'une des premières grèves se déroule entre le début février et la fin mars 1907, plus de 200 ouvriers réclament une augmentation de salaire de 1 franc par jour (ils gagnent 7,50 francs) et de ne travailler que 6 heures la nuit et 4 heures le jour (journée de 10 heures),.
En 1912, elle  prend  le  contrôle  de  la  société  Dunand,  Frare  et  Seurat,  spécialisée dans  le  transport  hippomobile et en fait une  société  de  transport automobile, accélérant la vitesse de diffusion dans les points de vente. 
En février 1914, l'Italien Giulio Calabi (1884-1966) fonde les Messaggerie Italiane, sur le modèle français et avec l'aide d'Eugène Delesalle (1864-1936), entré chez Hachette à 22 ans.
« D’abord dirigées par Eugène Delesalle, les Messageries Hachette furent reprises par René Schoeller à partir de 1920. Sous son impulsion, les réformes et les aménagements se succédèrent : développement du réseau des dépositaires et renforcement de la présence des Messageries sur le territoire français ; installation de nouveaux locaux, quai de Javel, en 1923 ; création en 1930 de la distribution des journaux du soir à Paris et en banlieue. En 1939, les Messageries employaient 6 000 personnes, desservaient 2 250 postes de vente à Paris et plus de 80 000 en France. »
Côté clients, l'expansion viendra des périodiques vendus à plusieurs millions d'exemplaires par jour : « Les Messageries Hachette prennent une part de plus en plus importante dans la diffusion de la presse, si bien que certains groupes lui font confiance. Ainsi tout d’abord, le premier des « quatre grands » quotidiens de l’époque à lui remettre la diffusion de sa production est Le Petit Journal, en 1917, suivi par Le Matin, en 1919, puis par la société anonyme Le Petit Parisien en 1921, et celle du Journal.
Ces journaux confient, en 1925, « aux Messageries Hachette, pour l’approvisionnement de tous leurs dépositaires ou agents de banlieue parisienne, de province, des colonies françaises et de l’étranger, le transport et la vente » de toutes les publications actuelles et à venir. »
À la Libération, les Messageries Hachette, jugées compromises pendant l'Occupation, sont réquisitionnées par les autorités du Gouvernement provisoire et remplacées par les Messageries françaises de la presse (30 août 1945), soit une association indépendante entre cinq coopératives éditrices de journaux et la Société de gérance des messageries (en réalité, Hachette). Ces cinq sociétés revendent en trois ans à Hachette (qui possède 49 %) leurs parts, et cette dernière récupère ensuite la totalité des parts dans la société Nouvelles messageries de la presse parisienne, provoquant un scandale politique.